# Cantó d'Uzel
El cantó d'Uzel (bretó Kanton Uzel) és una divisió administrativa francesa situat al departament de Costes del Nord a la regió de Bretanya.

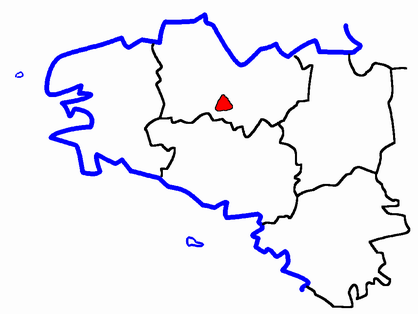
Situació del cantó

## Composició
El cantó aplega 7 comunes :
| Nom bretó    | Nom francès | Nom gal·ló |
| Alineg       | Allineuc    | Aleinoec   |
| Gras-Uzel    | Grâce-Uzel  | ---        |
| Merleag      | Merléac     | ---        |
| Ar C'hillioù | Le Quillio  | ---        |
| Sant-Herve   | Saint-Hervé | ---        |
| Sant-Teliav  | Saint-Thélo | ---        |
| Uzel         | Uzel        | ---        |

## Història
| Data d'elecció                           | Identitat     | Partit | Qualitat |
| ---------------------------------------- | ------------- | ------ | -------- |
| 2001-                                    | Louis Jouanny | PS     |          |
| les dades anteriors no són pas conegudes |               |        |          |
|                                          |               |        |          |